# Skindred
Skindred ist eine fünfköpfige walisische Band aus Newport (Gwent), die im Jahr 1998 gegründet wurde. Sie vereint in ihrer Musik die Musikstile Ska, Metal, Hip-Hop und auch Elemente des Punk.

## Geschichte

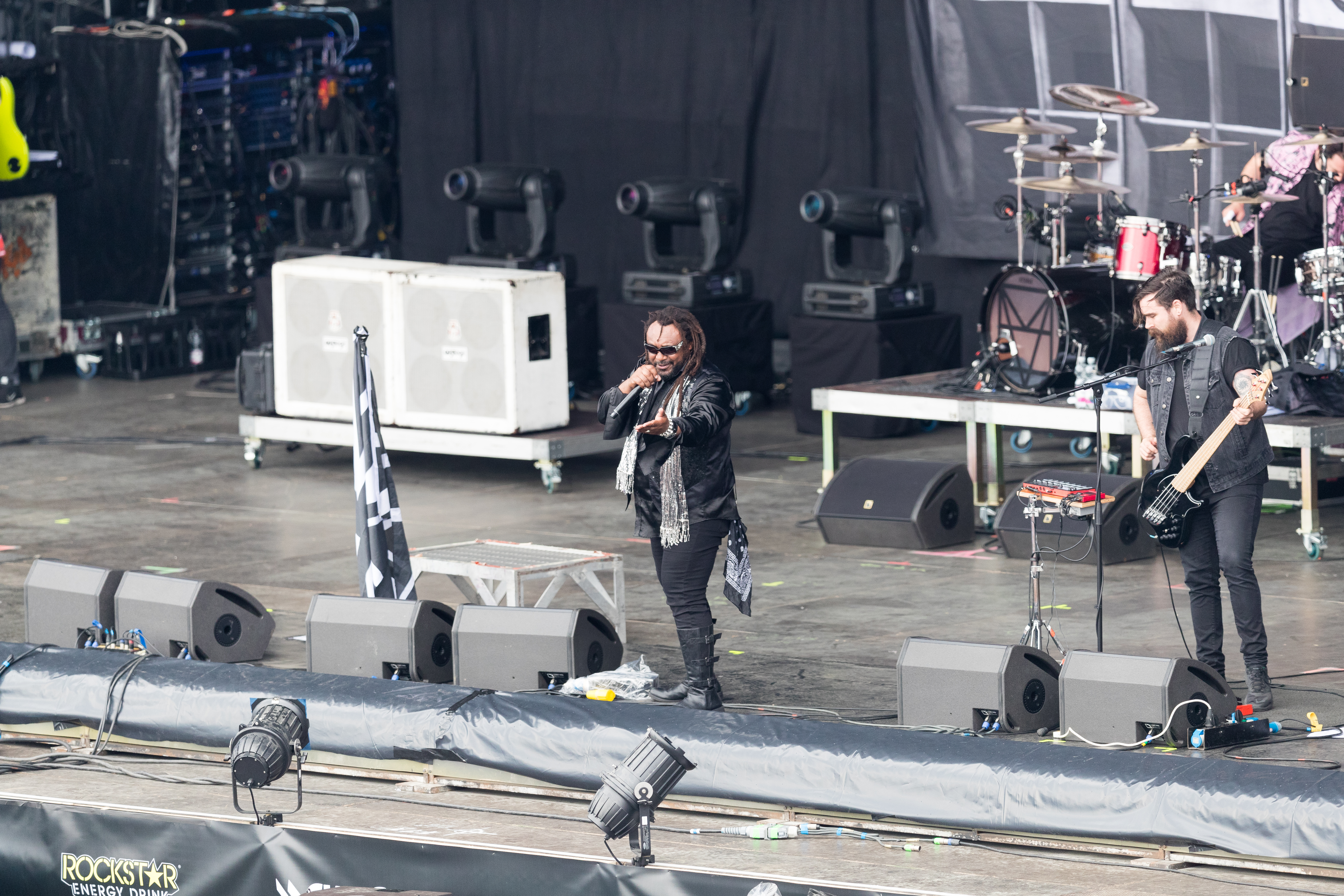
Skindred bei Rock am Ring 2017

Die Band wurde von den drei ehemaligen Dub-War-Mitgliedern Benji Webbe, Jeff Rose und Martin Ford gegründet, die zusammen in England spielten. Nachdem sie getrennt an mehreren Musikprojekten arbeiteten, entschlossen sie sich 1998, zusammen mit dem Bassisten Daniel Pugsley unter dem Namen Skindred aufzutreten. Im Jahr 2002 wurde Jeff Rose durch Mikey Demus und Martin Ford durch Arya Goggin ersetzt.
Im Jahr 2002 erschien ihr Debütalbum Babylon, das zusätzlich 2003 und 2004 in jeweils anderen Versionen erneut veröffentlicht wurde. 2007 veröffentlichten sie ihr zweites Album Roots Rock Riot, 2009 wurde das dritte Album Sharks Bites and Dog Fights veröffentlicht. Am 25. April 2011 folgte ihr viertes Album Union Black.
Am 11. November 2011 (in Folge 4867) hatten Skindred einen Gastauftritt in der RTL-Serie Gute Zeiten, schlechte Zeiten.
Das fünfte Album Kill the Power wurde am 27. Januar 2014 veröffentlicht und erreichte nicht nur die Top-40 in Großbritannien, sondern kam als erstes Album der Band auch in die deutschen Charts.
Am 30. Oktober 2015 brachten sie das sechste Album Volume heraus. Der Nachfolger Big Tings erschien am 27. April 2018. Am 4. April 2023 erschien das achte Album Smile.

## Diskografie

### Studioalben
| Jahr | Titel Musiklabel                        | Höchstplatzierung, Gesamtwochen, AuszeichnungChartplatzierungen (Jahr, Titel, Musiklabel, Platzierungen, Wochen, Auszeichnungen, Anmerkungen) | Höchstplatzierung, Gesamtwochen, AuszeichnungChartplatzierungen (Jahr, Titel, Musiklabel, Platzierungen, Wochen, Auszeichnungen, Anmerkungen) | Höchstplatzierung, Gesamtwochen, AuszeichnungChartplatzierungen (Jahr, Titel, Musiklabel, Platzierungen, Wochen, Auszeichnungen, Anmerkungen) | Höchstplatzierung, Gesamtwochen, AuszeichnungChartplatzierungen (Jahr, Titel, Musiklabel, Platzierungen, Wochen, Auszeichnungen, Anmerkungen) | Anmerkungen                             |
| Jahr | Titel Musiklabel                        | DE | CH | UK | US | Anmerkungen                             |
| ---- | --------------------------------------- | --- | --- | --- | --- | --------------------------------------- |
| 2002 | Babylon Lava Records                    | — | — | — | US189 (3 Wo.)US | Erstveröffentlichung: 29. Juli 2002     |
| 2007 | Roots Rock Riot Bieler Bros.            | — | — | — | — | Erstveröffentlichung: 23. Oktober 2007  |
| 2009 | Shark Bites and Dog Fights Bieler Bros. | — | — | — | — | Erstveröffentlichung: 1. September 2009 |
| 2011 | Union Black BMG                         | — | — | UK54 (1 Wo.)UK | — | Erstveröffentlichung: 25. April 2011    |
| 2014 | Kill the Power BMG                      | DE90 (1 Wo.)DE | — | UK28 (1 Wo.)UK | — | Erstveröffentlichung: 27. Januar 2014   |
| 2015 | Volume Napalm Records                   | — | — | UK29 (1 Wo.)UK | — | Erstveröffentlichung: 30. Oktober 2015  |
| 2018 | Big Tings Napalm Records                | — | — | UK26 (1 Wo.)UK | — | Erstveröffentlichung: 27. April 2018    |
| 2023 | Smile Earache Records                   | DE73 (1 Wo.)DE | CH38 (1 Wo.)CH | UK2 (2 Wo.)UK | — | Erstveröffentlichung: 4. August 2023    |

### Singles

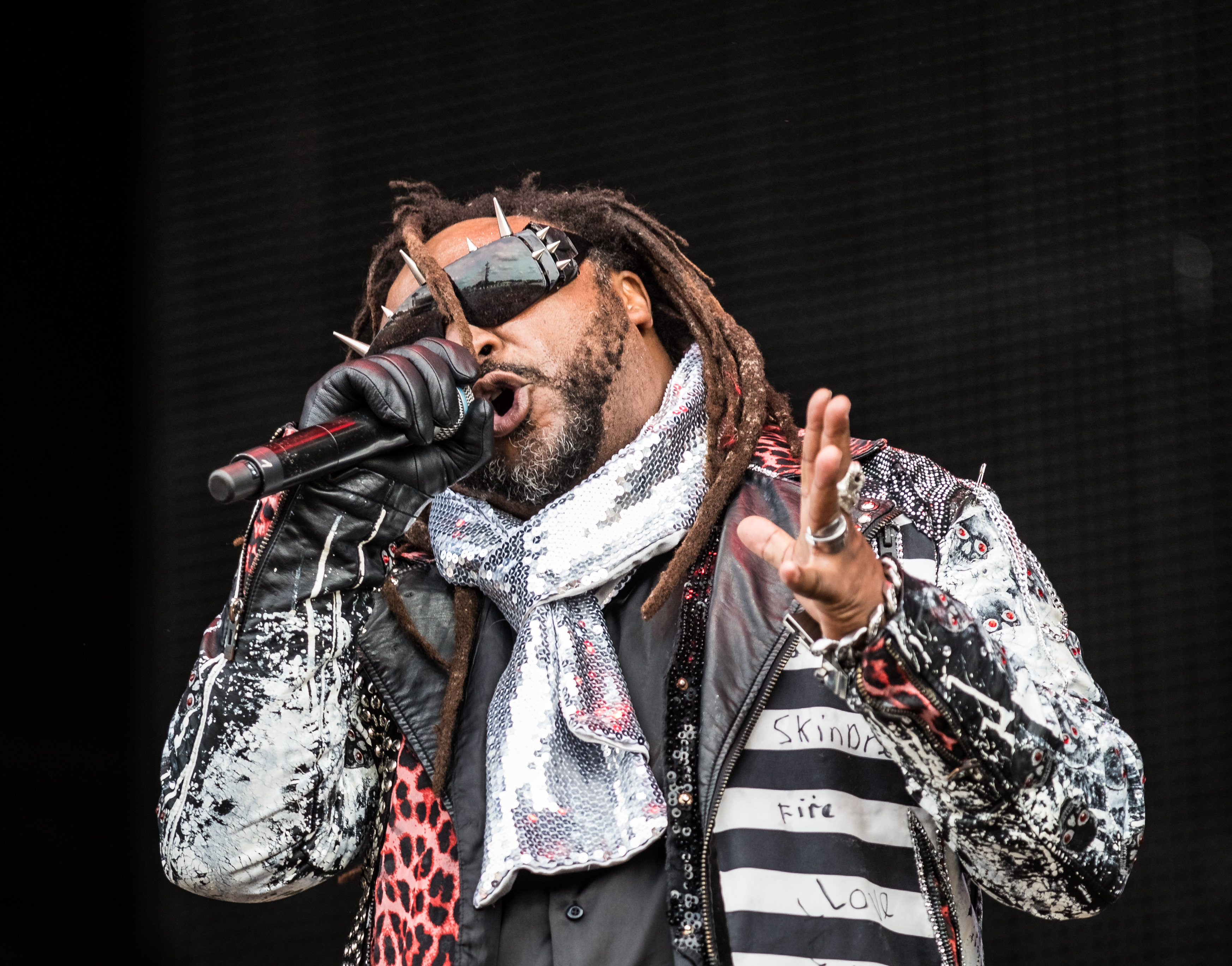
Benji Webbe beim Wacken Open Air 2018

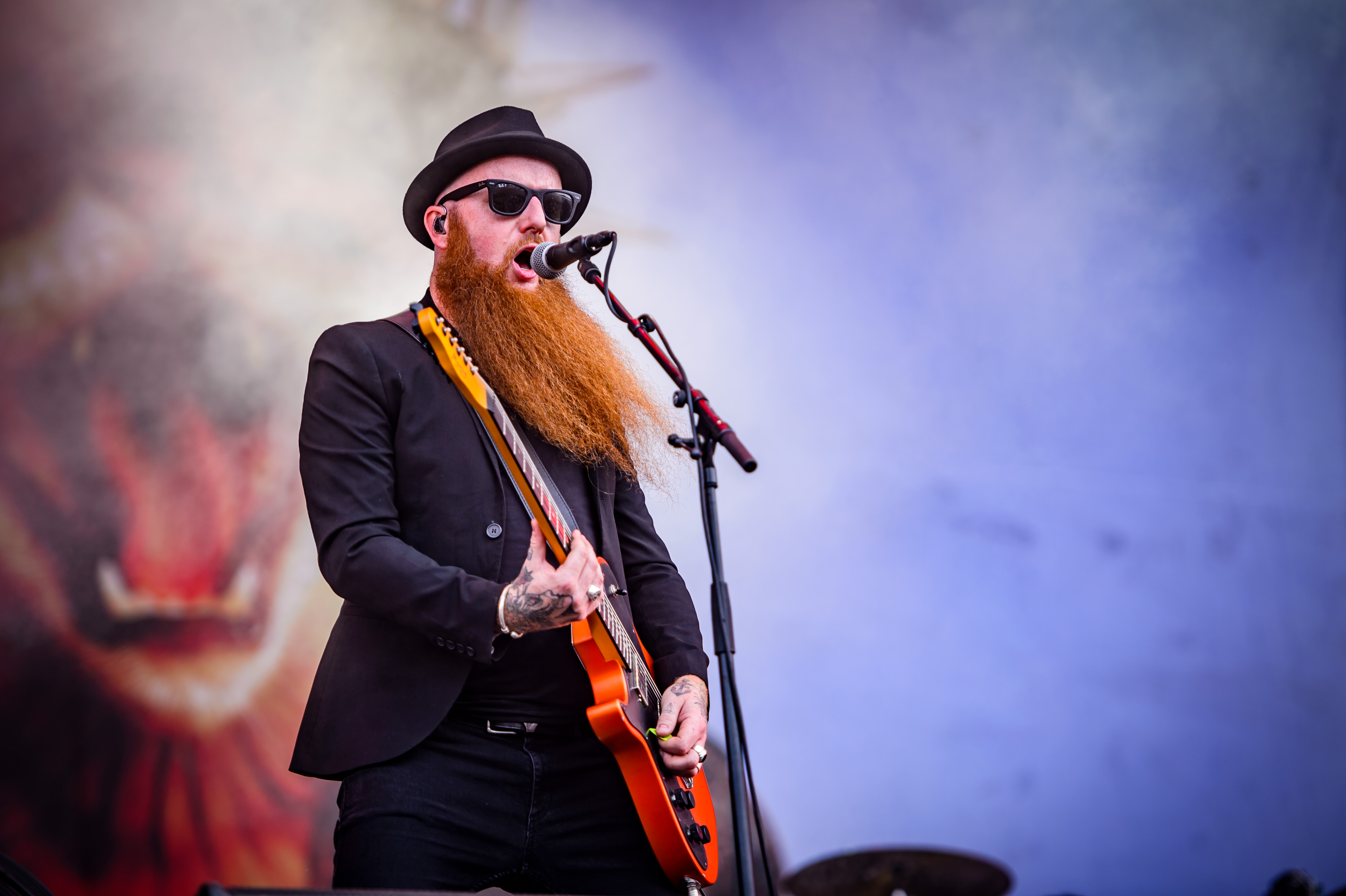
Mikey Demus beim Wacken Open Air 2018

- 2005: Nobody
- 2006: Pressure
- 2007: Rat Race
- 2008: Trouble
- 2009: Electric Avenue
- 2009: Stand for Something
- 2009: You Can’t Stop It
- 2011: Warning
- 2011: Cut Dem
- 2013: Ninja
- 2013: Kill the Power
- 2015: Under Attack
- 2022: Gimme That Boom

### Weitere Veröffentlichungen
| Jahr | Titel Album                                             |
| ---- | ------------------------------------------------------- |
| 2003 | Vampire Slayer Louder Than the Crowd                    |
| 2005 | Twist and Crawl Sky High                                |
| 2005 | Jungle Bells Taste of Christmas                         |
| 2010 | Back in Black The Metal Forge Vol 2: A Tribute to AC/DC |

### Musikvideos
| Jahr | Titel               | Regisseur    | Album                      |
| ---- | ------------------- | ------------ | -------------------------- |
| 2003 | Set It Off          | Matt Bass    | Babylon                    |
| 2005 | Nobody              | Wendy Morgan | Babylon                    |
| 2006 | Pressure            | Vem          | Babylon                    |
| 2007 | Ratrace             |              | Roots Rock Riot            |
| 2008 | Trouble             | Ray Moody    | Roots Rock Riot            |
| 2009 | Stand for Something | Tim Fox      | Shark Bites and Dog Fights |
| 2009 | You Can’t Stop It   |              | Shark Bites and Dog Fights |
| 2011 | Warning             | Tim Fox      | Union Black                |
| 2011 | Cut Dem             |              | Union Black                |
| 2012 | Doomriff            |              | Union Black                |
| 2012 | Game Over           | Tim Fox      | Union Black                |
| 2013 | Ninja               |              | Kill the Power             |
| 2013 | Kill the Power      |              | Kill the Power             |
| 2022 | Gimme That Boom     | Steve Clarke | Smile                      |
| 2023 | Set Fazers          | Steve Clarke | Smile                      |